# South Park-i sítúra
A South Park-i sítúra (Asspen) a South Park című amerikai animációs sorozat 81. része (a 6. évad 2. epizódja). Elsőként 2002. március 13-án sugározták az Amerikai Egyesült Államokban.
Ebben a részben a fiúk a coloradói Aspenbe utaznak szüleikkel, ahol Stan-t folyamatosan alázza egy nála sokkal idősebb síelő, Tad, mindeközben a szülőket üdülési jog vásárlásával agitálják az ügynökök. A történet egy, a 80-as és 90-es évekbeli amerikai sportfilmekben gyakran alkalmazott klisét parodizál ki ("az esélytelen nyer"), ezzel párhuzamosan görbe tükröt mutat a sok esetben kétes erkölcsű, termékbemutatókon zajló átveréseknek is.

## Cselekmény
|  | Alább a cselekmény részletei következnek! |

Stan, Kyle, Butters, és Cartman, a szüleikkel Aspenbe utaznak. A megérkezés utáni napon síelni próbálnak tanulni, miközben Stan-t egy idősebb srác, Tad állandóan piszkálja, amire viszont semmi értelmes oka nincs (kizárólag annyi, hogy kvázi a "falu bikája"). Tad kihívja őt egy síversenyre azért, mert állítólag el akarta szedni a barátnőjét, Heather-t (akivel egyébként soha nem is találkozott még). Stan beleegyezik, mert tudja, hogy mivel amatőr, úgyis Tad fog nyerni, és így hátha békén hagyja. A versenyt csakugyan el is veszíti, mire egy lány elhívja őt és barátait a helyi művelődési házban tartott esti diszkóra. Ott kiderül számukra, hogy Tad gazdag apja el akarja dózeroltatni az épületet, valamint az is, hogy Tad, a győzelem ellenére továbbra sem hagyja abba Stan vegzálását: épp itt ünnepli, hogy győzött Stan ellen és ismét beleköt, aki ezen rögtön felháborodik. Ezt Tad úgy értelmezi, hogy visszavágóra hívja őt, amit egy sokkal veszélyesebb csúcson bonyolítanának le. A győzelem tétje azonban már az is, hogy ha Tad veszít, az apja nem bontatja le a művelődési házat. Stan-t a lány és a síoktató a pártfogásukba veszik és megpróbálják megtanítani elfogadhatóan síelni. A verseny napján Tad ismét elhúz, ám nem siet a célba, hanem csapdákat állít Stan lelassítására. Stan a tapasztalatlansága okán mindet kikerüli, és akadálytalanul besiklik a célba, miközben Tad-et megállítja a lány, aki megmutatja neki a melleit (melyek igazából parazita ikrek, a Total Recall – Az emlékmás című film Kuatójának paródiája). Stan így végül győz és a művház is megmarad.
Mindeközben a szülők egy csak félórásra ígért prezentáción vesznek részt, amely során üdülési jogot akarnak nekik eladni. Bár kijelentik, hogy nem vesznek semmit, mindig átverik őket: hol azzal, hogy a megbeszélés csak később lesz, hol egy síliftre ültetik fel őket, amiről azt állítják, a sípályára tart, ehelyett visszajuttatja őket a konferenciaterembe. Amikor ebből elegük lesz, és dühödten távozni akarnak, a szervezők fegyvert fognak a fejükhöz, és közlik hogy az üzletben benne van a rendőrség is, sőt még az USA elnöke is, szóval úgysem tehetnek semmit. Ennek hatására végül mind üdülési jogot vesznek Aspenben, aminek a gyerekek, az általuk átélt események hatására, egyáltalán nem örülnek.

## Fordítás
Ez a szócikk részben vagy egészben  az   Asspen című angol Wikipédia-szócikk ezen változatának fordításán alapul.  Az eredeti cikk szerkesztőit annak laptörténete sorolja fel. Ez a jelzés csupán a megfogalmazás eredetét és a szerzői jogokat jelzi, nem szolgál a cikkben szereplő információk forrásmegjelöléseként.